# Ӱ
Ӱ, ӱ — кирилична літера, утворена від У. Вживається в урумській, марійській, алтайській, ґаґаузькій, хантийській, деяких стандартах русинської та хакаській мовах. Позначає голосний звук [y], схожий на той, який позначає німецька Ü.